# Saint-Georges-d’Aurac
Die französische Gemeinde Saint-Georges-d’Aurac mit 473 Einwohnern (Stand: 1. Januar 2022) liegt im Département Haute-Loire in der Region Auvergne-Rhône-Alpes. Die Gemeinde gehört zum Arrondissement Brioude und zum Kanton Pays de Lafayette. Die Einwohner werden Auracois genannt.

## Geographie
Saint-Georges-d’Aurac liegt etwa 29 Kilometer nordwestlich von Le Puy-en-Velay. 
Umgeben wird Saint-Georges-d’Aurac von den Nachbargemeinden Paulhaguet im Norden und Nordwesten, Mazerat-Aurouze im Norden, Chavaniac-Lafayette im Nordosten, Sainte-Eugénie-de-Villeneuve im Osten und Südosten, Vissac-Auteyrac im Südosten, Mazeyrat-d’Allier im Süden und Westen sowie Couteuges im Nordwesten.
Durch die Gemeinde führt das Flüsschen Lidenne, an der südwestlichen Gemeindegrenze der Malgascon sowie die Route nationale 102.

## Bevölkerungsentwicklung
| Jahr                       | 1962 | 1968 | 1975 | 1982 | 1990 | 1999 | 2006 | 2017 |
| Einwohner                  | 531  | 556  | 478  | 453  | 427  | 411  | 414  | 466  |
| Quellen: Cassini und INSEE |      |      |      |      |      |      |      |      |

## Persönlichkeiten
- Louis de Cazenave (1897–2008), Supercentenarian

## Sehenswürdigkeiten

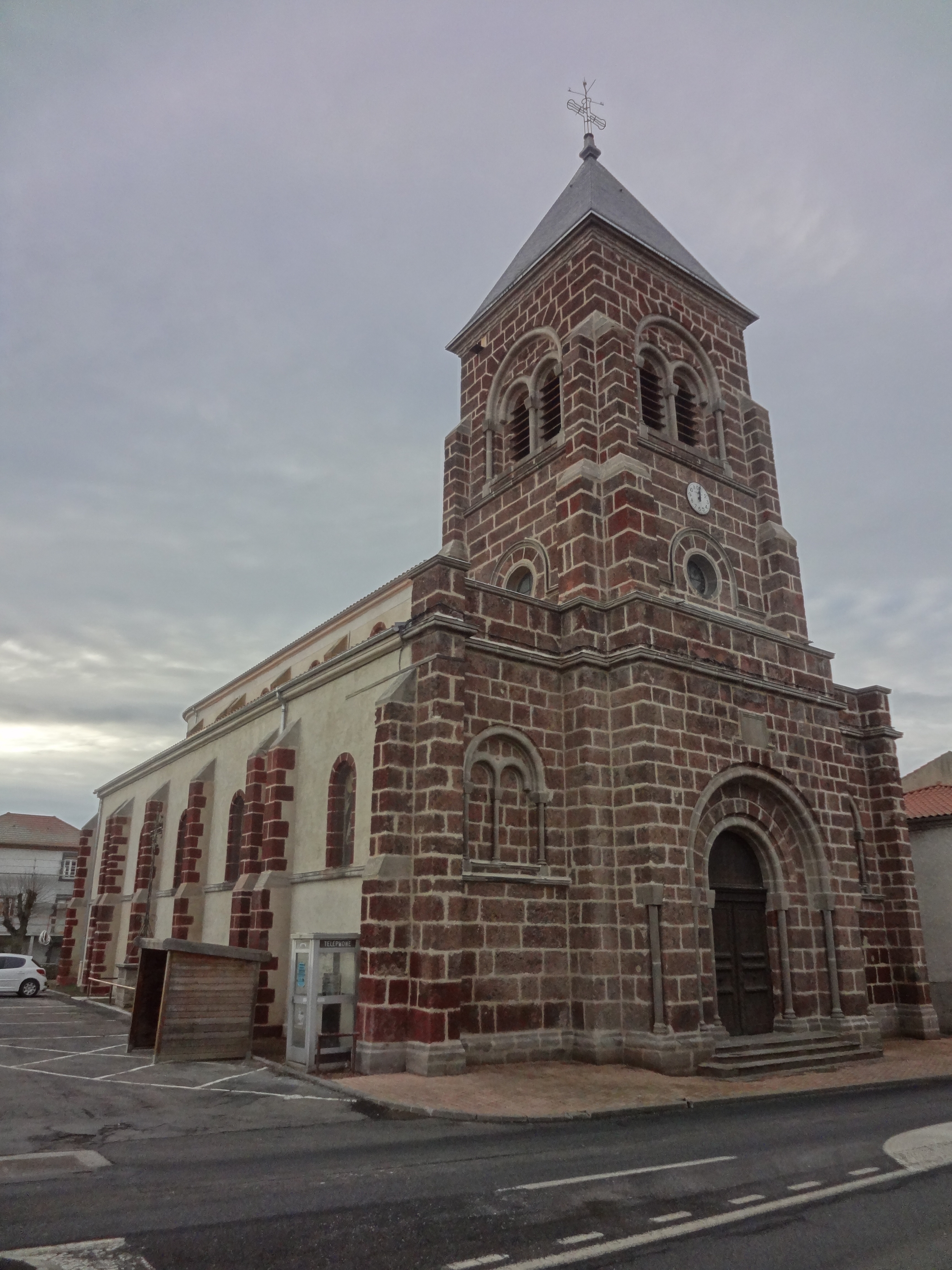
Kirche Saint-Georges

- Kirche Saint-Georges
- Schloss Flaghac
- Wehrhaus von Azinière